# St. Peter und Paul (Neundorf)

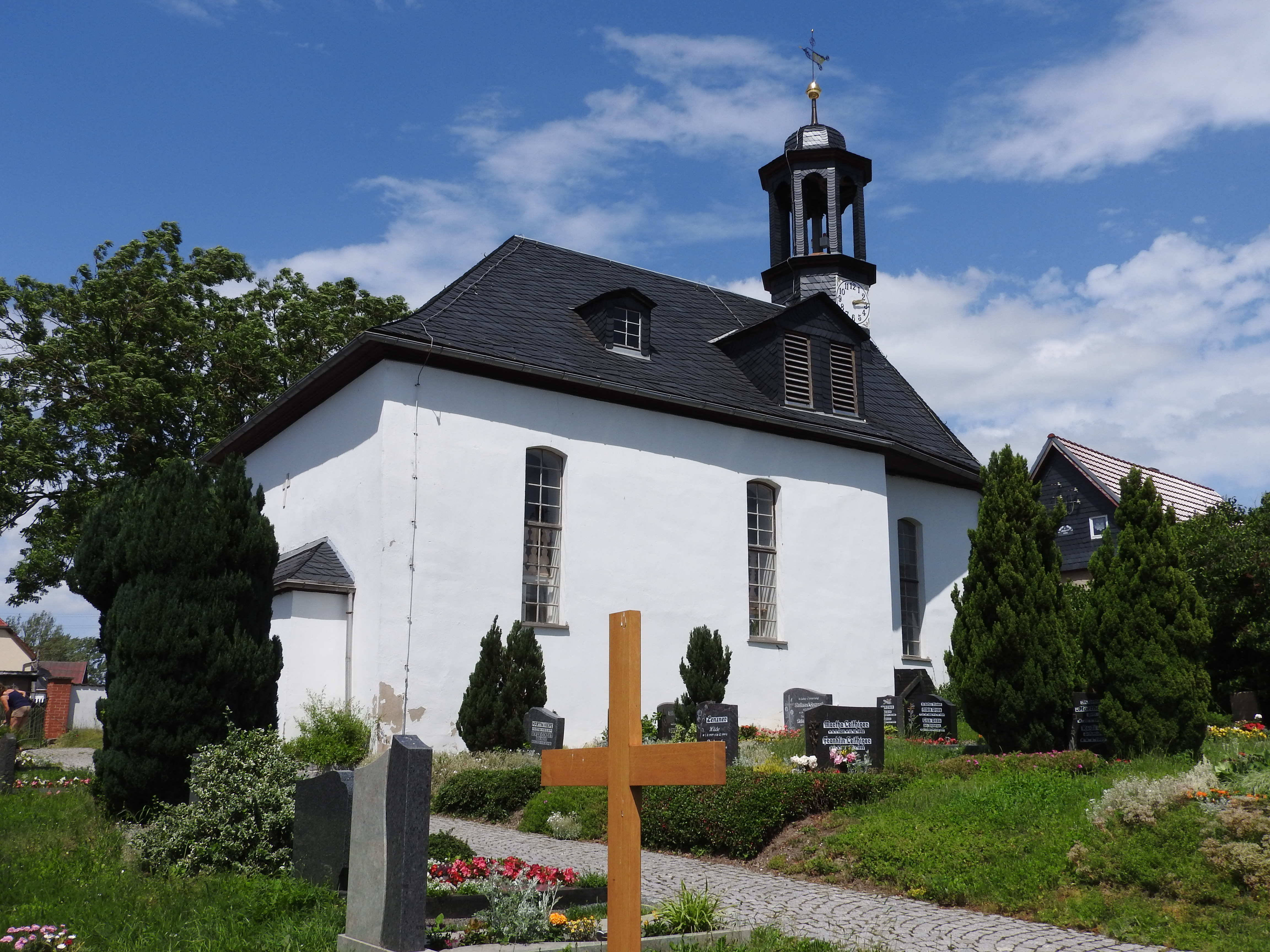
St. Peter und Paul

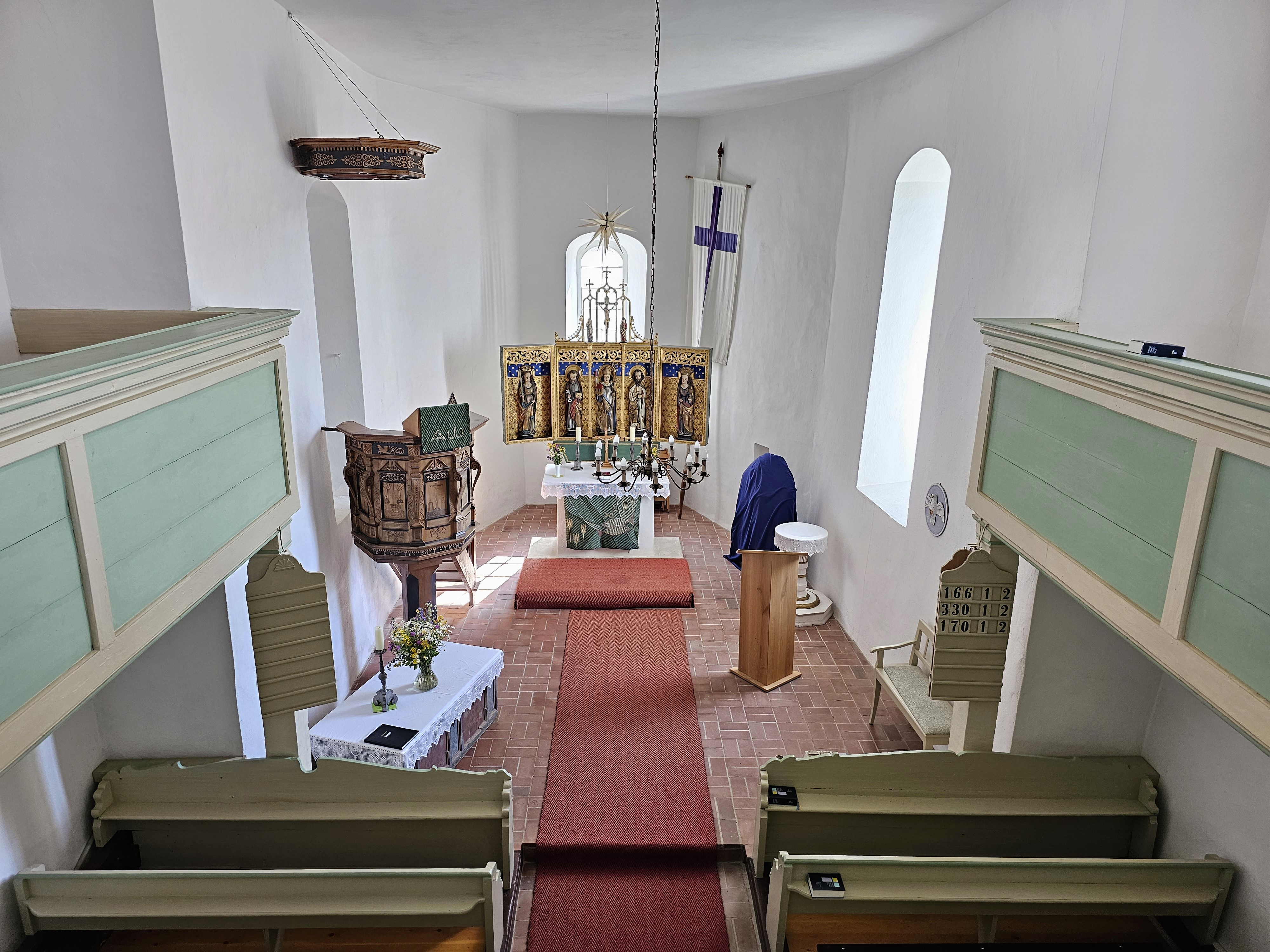
Innenraum (2023)

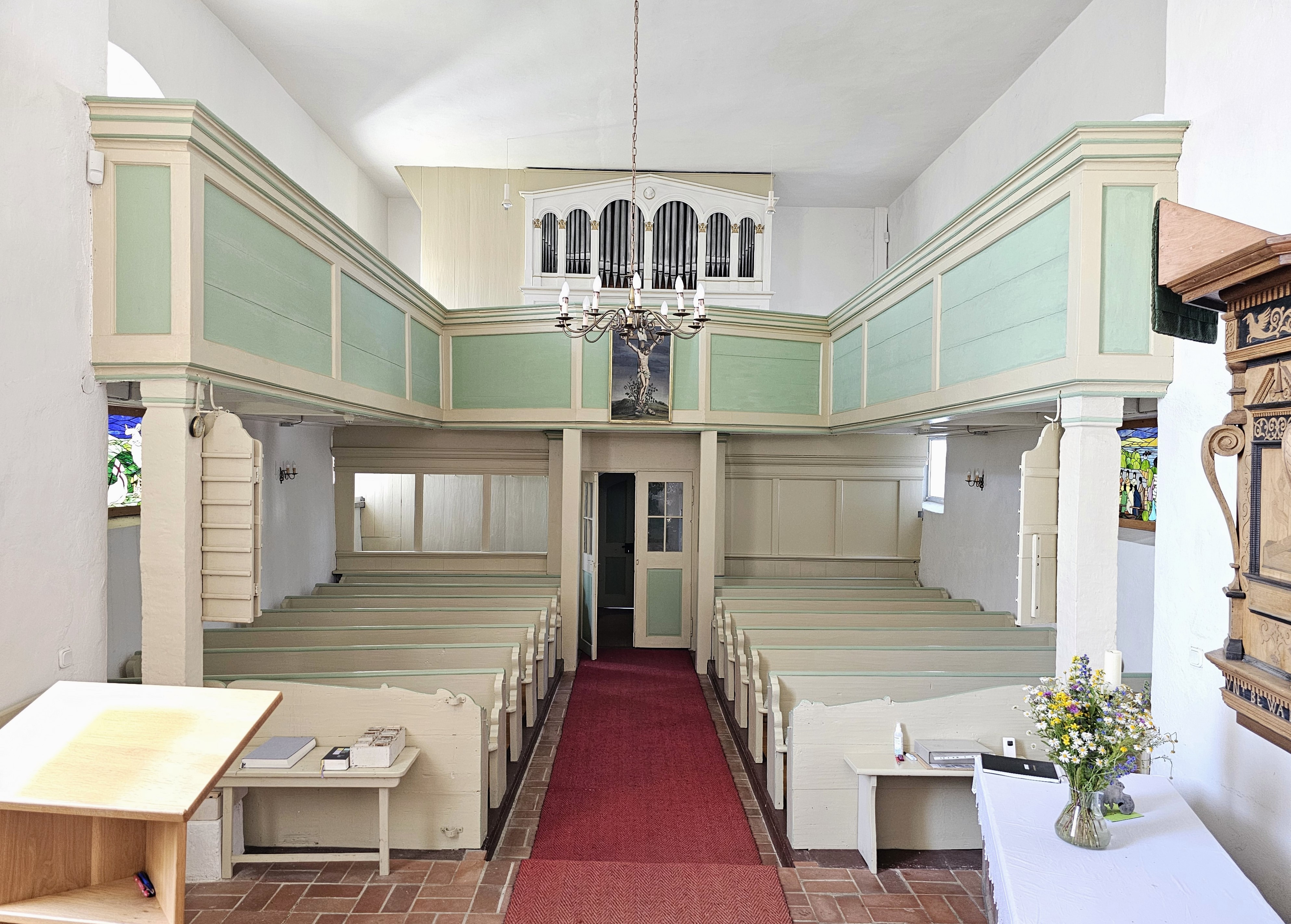
Innenraum, Blick zur Orgel

Die evangelisch-lutherische, denkmalgeschützte Kirche St. Peter und Paul steht in Neundorf, eine Gemeinde im thüringischen Saale-Orla-Kreis. Die Kirchengemeinde Neundorf gehört zum Pfarrbereich Oettersdorf-Neundorf im Kirchenkreis Schleiz der Evangelischen Kirche in Mitteldeutschland.

## Beschreibung
Die heute hauptsächlich barock geprägte Saalkirche geht auf eine gotische Kirche zurück, die 1781 erneuert wurde. Das mit einem schiefergedeckten, abgewalmten Satteldach bedeckte Langhaus, aus dem sich ein Dachreiter erhebt, hat einen eingezogenen Chor, der einen dreiseitigen Abschluss hat. 
Der Innenraum hat eine eingeschossige Hufeisenempore. Der Flügelaltar aus dem 16. Jahrhundert hat geschnitzte Statuetten. Im erneuerten Schrein wird der heilige Wolfgang von Petrus und Paulus flankiert. In den Seitenflügeln befinden sich links die heilige Katharina und rechts die heilige Barbara. Das Gesprenge besteht aus einer Kreuzigungsgruppe, die keinen Zusammenhang mit den Altarfiguren hat. 
Die Orgel mit 8 Registern, verteilt auf ein Manual und Pedal, wurde 1879 von Richard Kreutzbach, dem Sohn von Urban Kreutzbach gebaut.